# Albrechtsberg (Rothaargebirge)
Der Albrechtsberg nahe Hoheleye im Hochsauerlandkreis und Girkhausen im Kreis Siegen-Wittgenstein, Nordrhein-Westfalen, ist ein 771,2 m ü. NHN hoher Berg im Rothaargebirge und vor dem Großen Kopf (740,3 m) die Hauptkuppe des südwestlichen Winterberger Hochlands und zweithöchster Berg im zuletzt genannten Landkreis.

## Geographie

### Lage
Der Albrechtsberg liegt auf der Nahtlinie von Hochsauerlandkreis im Norden und Kreis Siegen-Wittgenstein im Süden. Er erhebt sich im Naturpark Sauerland-Rothaargebirge etwas südlich der halben Luftlinie von Winterberg im Nordosten nach Schmallenberg im Westnordwesten mit dem südlich dieser Linie gelegenen Bad Berleburg. Die nächstgelegenen Dörfer und Weiler sind die Schmallenberger Ortsteile Westfeld (3,1 km nördlich), Oberkirchen (3,9 km nordwestlich), Almert (4,2 km nordwestlich) und Schanze (2,7 km westsüdwestlich), der Winterberger Ortsteil Hoheleye (2,5 km nordöstlich) sowie die Bad Berleburger Ortsteile Girkhausen (3,6 km südöstlich) und Kühhude (2,6 km südwestlich; jeweils Luftlinie).
Zu den Ausläufern des mit Laub- und Nadelbäumen bewaldeten Albrechtsbergs gehören Bremberg (723,9 m) im Norden, Dödesberg (709,3 m) im Ostsüdosten, Emmekopf (678,8 m) im Südsüdosten und Siegelskopf (705,1 m) im Westen.
Etwa 100 m ostsüdöstlich des Albrechtsberggipfels (770,8 m) liegt ein trigonometrischer Punkt (768,1 m).

### Naturräumliche Zuordnung
Der Albrechtsberg gehört in der naturräumlichen Haupteinheitengruppe Süderbergland (Nr. 33), in der Haupteinheit Rothaargebirge (mit Hochsauerland) (333) und in der Untereinheit Winterberger Hochland (333.5) zum Naturraum Östliche (Kühhuder) Rothaar (333.52). Die Landschaft fällt nach Norden in die Untereinheit Lennekessel (333.6) ab und nach Nordosten in den Naturraum Langewiese (333.53).

### Wasserscheide und Fließgewässer
Über den Albrechtsberg verläuft die Rhein-Weser-Wasserscheide:
Das Wasser des nordwestwärts verlaufenden Waldsiepens und jenes von dessen Zuflüssen Große und Kleine Bellmecke fließt durch die Lenne und Ruhr dem Rhein zu. Dorthin verläuft auch das Wasser des Lenne-Zuflusses Hartmecke und jenes des Latrop-Zuflusses Schladebach (Grubensiepen).
Dementgegen mündet das Wasser des südwärts gerichteten Dödesbachs durch die Odeborn, Eder und Fulda in die Weser. Dorthin fließt auch jenes des aus der Friedensquelle hervorgehenden Dödesbach-Zuflusses Emmegraben und jenes des Odeborn-Zuflusses Lausebach (Lause).

## Schutzgebiete
Direkt südöstlich vom Gipfel des Albrechtsbergs liegen Bereiche des 2004 gegründeten und 38,4 km² großen Naturschutzgebiets Rothaarkamm am Grenzweg (CDDA-Nr. 329598). Daran schließen sich nordwestlich solche des 2008 gegründeten und 21,02 km² großen Naturschutzgebiets Waldreservat Schanze (CDDA-Nr. 389939) an. Der Berg liegt im Kernbereich des Fauna-Flora-Habitat-Gebiets Schanze (FFH-Nr. 4816-302), das 61,62 km² groß ist. Beiderseits des Bergkamms befinden sich Bereiche der 1994 gegründeten Landschaftsschutzgebiete Rothaargebirge – Hochsauerlandkreis-Teilfläche 1 (CDDA-Nr. 323981), das 140,53 km² groß ist und im Norden bis an den Gipfel heranreicht, und Rothaargebirge – Kreis Siegen-Wittgenstein (CDDA-Nr. 390204), das 299,43 km² groß ist und bis auf die östliche Bergflanke reicht.

## Verkehr und Wandern
Rund 1,2 km ostnordöstlich des Gipfels zweigt die Bundesstraße 480 in Richtung Süden von der B 236 ab; von dort haben beide Straßen in Richtung Nordosten bis nach Winterberg einen gemeinsamen Abschnitt und letztere ist abschnittsweise Teil der Ferienstraße Hochsauerland-Höhenstraße. An diesem Abzweig liegt der Wanderparkplatz Albrechtsplatz (729 m), von dem man zum Beispiel auf dem Rothaarsteig, der von Hoheleye zu diesem Parkplatz führt, zum Albrechtsberg laufen kann.